# Lo Miranda
Lo Miranda – miasto w Chile, w regionie O’Higgins, w prowincji Cachapoal.